# Stuart Cable
Stuart Cable (Aberdare, Gales, Reino Unido 19 de mayo de 1970 - Aberdare, Gales, Reino Unido, 7 de junio de 2010) fue un músico británico.

## Biografía
Fue el baterista y miembro fundador de la banda galesa Stereophonics desde 1992 hasta 2003.
Se crio en las estrechas calles del pueblo de Cwmaman cerca de Aberdare. Era dueño de un piso en la Bahía de Cardiff, y parte del año vivía en Aberdare.

## Muerte
El 7 de junio de 2010 fue encontrado muerto en su casa de Llwydcoed, Gales, según el forense. Los tres últimos días del baterista fueron una sesión continua de bebida.
Finalmente se quedó dormido en el suelo de su casa, adonde fue llevado por su novia y un amigo. La autopsia reveló que el aparato respiratorio de Cable contenía grandes cantidades de alimentos, a causa del vómito que le produjo la intoxicación etílica.